# Sonate pour piano no 60 de Joseph Haydn

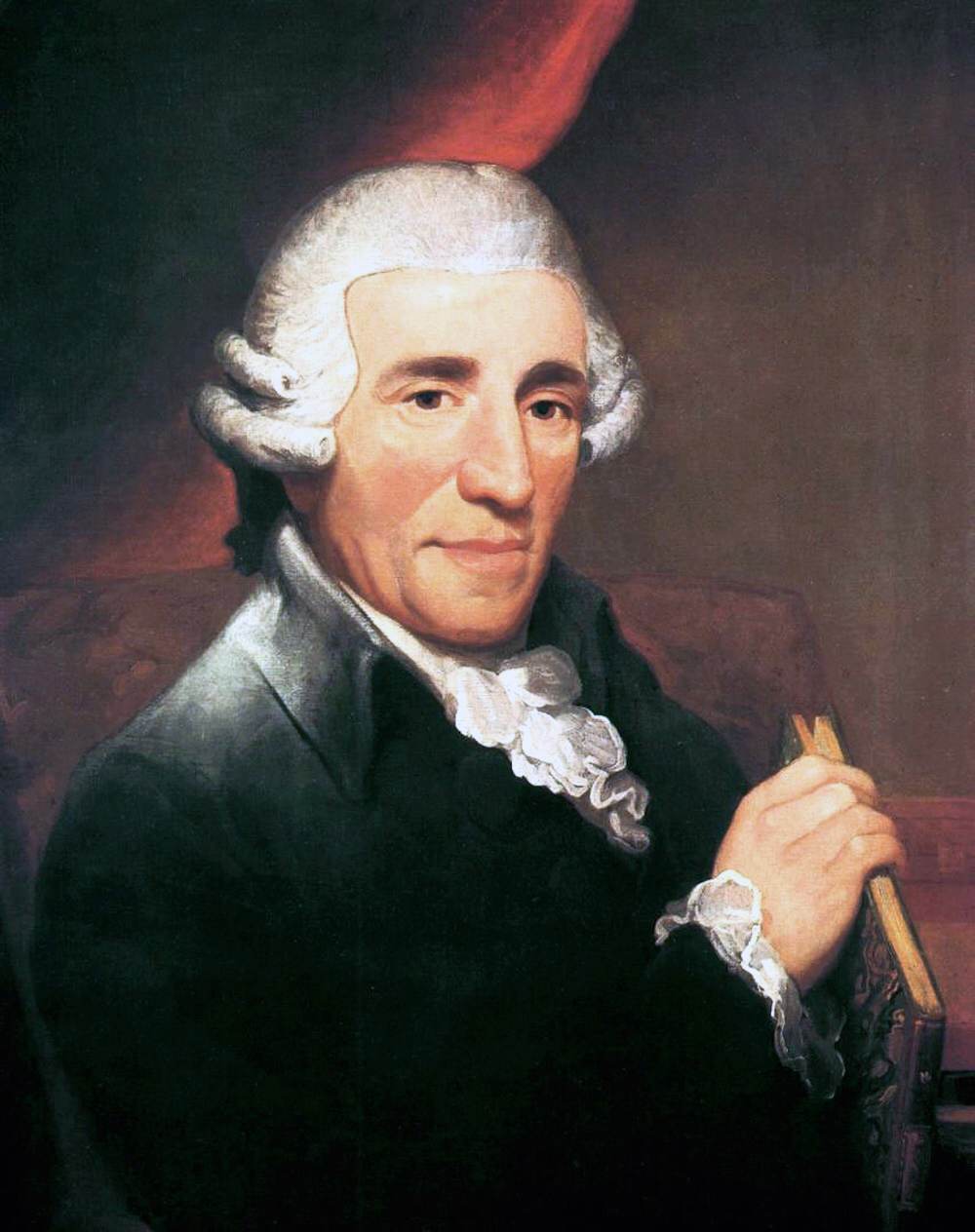
Joseph Haydn

La Sonate pour piano no 60 (Hob.XVI.50) en ut majeur a été composée par Joseph Haydn entre 1794 et 1795 au cours de son second voyage à Londres. Cette sonate, la première d'une série de trois, a été composée à l'attention de Therese Jansen Bartolozzi, l'une des meilleures élèves de Muzio Clementi. Jansen Bartolozzi publia la sonate en 1800.

## Analyse
L'œuvre contient trois mouvements.
1. Allegro en do majeur, en 4/4
2. Adagio en fa majeur, en 3/4
3. Allegro molto en do majeur, en 3/4

En général, cette sonate est considérée comme étant la plus avancée techniquement. Lors de l'écriture de ses trois dernières sonates, Haydn a pu profiter des avantages qu'offraient les pianoforte anglais. Non seulement, ils étaient plus puissants, mais l'étendue des notes vers l'aigu était plus grande que sur les pianoforte viennois. 

### Premier mouvement
Le premier mouvement est une combinaison de la forme sonate et de la forme variation. Plus la pièce avance, plus le thème principal prend de l'ampleur et de la puissance. Les passages en tierces et en sixtes parallèles de la main droite sur des battements d'octaves à la main gauche témoignent de l'influence sur Haydn des compositeurs de l'École de pianoforte anglaise, et il en va de même de la brillance et de la virtuosité de l'écriture.

### Deuxième mouvement
Il s'agit d'une forme sonate sans reprises. 

### Troisième mouvement
Le finale est un allegro molto à 3/4 à caractère d'un scherzo, avec reprises textuelles écrites. C'est dans ce mouvement-là que Haydn se permet de dépasser les limites du pianoforte anglais en écrivant trois fois de suite un sol au-dessus de la portée et un la une seule fois.

## Enregistrements notables
- Tom Beghin The Virtual Haydn: Complete Works for Solo Keyboard.
- Marc-André Hamelin, Haydn Piano Sonatas, Vol. 1.
- Alfred Brendel (1982)